# SC Eltersdorf
Der Sport-Club 1926 e. V. Eltersdorf, kurz SC Eltersdorf, ist ein Sportverein aus dem Erlanger Stadtteil Eltersdorf. Er wurde 1926 als Arbeiter-Turn- und Sportverein gegründet. Seit 1946 trägt er seinen heutigen Namen. Der Verein bietet ein vielfältiges Angebot von Sportarten, wie z. B. Fußball, Turnen, Handball, Rock ’n’ Roll, Tennis, Taekwondo und Kegeln an. Mittlerweile gehört er zu den fünf Großvereinen Erlangens.

## Geschichte
Die Fußballmannschaft des Vereins stieg 2001 erstmals in die Landesliga auf. 2011 gelang die Meisterschaft in der Landesliga Mitte und der Aufstieg in die Bayernliga. 2012 gelang ihm die sportliche Qualifikation für die Saison 2012/13 der Regionalliga Bayern, wofür er die Zulassung bereits erhalten hatte. Am 9. Mai 2012 spielte der SC Eltersdorf in der Sportanlage Langenau vor 2.000 Zuschauern im Endspiel des Bayerischen Toto-Pokales gegen die SpVgg Unterhaching, wobei er nach 3:2-Führung noch 3:4 verlor. Am 16. Mai 2012 fand auf der Sportanlage Langenau das Spiel um den zweiten Platz einer bayerischen Mannschaft im DFB-Pokal zwischen dem SC Eltersdorf und Wacker Burghausen statt, das trotz einer 1:0-Führung in der 1. Halbzeit in einer 1:2-Niederlage endete.
In der Regionalliga spielte der Sportclub als Aufsteiger in seiner ersten Saison gegen den Abstieg. Überraschend gab Trainer Ludwig Preis nach einem 3:1-Sieg gegen die Amateure des FC Bayern München seinen Rücktritt aus beruflichen Gründen zur Winterpause bekannt. Nachfolger wurde Dieter Lieberwirth. Durch eine 0:4-Niederlage beim TSV 1860 Rosenheim am letzten Spieltag der Saison 2012/13 stieg der Verein direkt in die Bayernliga ab und Lieberwirth musste den Verein bereits wieder verlassen. Nachdem Hendrik Baumgart drei Spielzeiten das Traineramt innegehabt hatte, wurde zur Saison 2015/16 Bernd Eigner engagiert.
In der Saison 2019–21 wurde Eltersdorf Meister der Bayernliga Nord und stieg damit in die Regionalliga auf. Ein Jahr später stiegen die Eltersdorfer nach verlorener Relegation gegen die SpVgg Ansbach 09 direkt wieder ab. In der Saison 2022/23 verpasste der Verein als Tabellendritter der Bayernliga Nord knapp die Aufstiegsrelegation zur Regionalliga Bayern, ebenso wie in der Saison 2023/24. In der Saison 2024/25 erreichte der SC Eltersdorf als Vizemeister der Nordstaffel die Relegation zur Regionalliga, scheiterte jedoch nach zwei Spielen im Elfmeterschießen am Regionalligisten Viktoria Aschaffenburg.